# Східнословацьке селянське повстання (1831)
Східнословацьке селянське повстання 1831 — повстання словацьких, частково українських та угорських селян Східної Словаччини проти угорських феодалів і австрійської влади. Викликане посиленням кріпосницького гніту. Приводом до повстання були пов'язані з епідемією холери заходи місцевої влади. Повстання почалося у кінці липня 1831 р. і протягом серпня охопило 103 села. Воно знайшло відгук на Закарпатті (в Ужгородському, Березькому та Мармароському комітатах). Після придушення повстання понад 120 чол. було засуджено до страти. Східнословацьке селянське повстання примусило австрійський уряд 1836 р. ухвалити закон про врегулювання селянських повинностей в Угорщині та обмеження юрисдикції поміщиків над селянами.